# Kuta (Togo)
Pour les articles homonymes, voir Kuta.
Kuta est une ville du Togo,.

## Géographie
Kuta est situé à environ 75 km de Kara, dans la région de la Kara.

## Vie économique
- Coopérative paysanne
- Marché au bétail

## Lieux publics
- École secondaire
- Dispensaire
- Bibliothèque publique